# Chelodina parkeri
Chelodina parkeri is een schildpad uit de familie slangenhalsschildpadden (Chelidae). De soort behoorde lange tijd tot het geslacht Macrochelodina, waardoor de verouderde wetenschappelijke naam in de literatuur wordt gebruikt.

## Naam en indeling
De wetenschappelijke naam van de soort werd voor het eerst voorgesteld door Anders Gunnar Johannes Rhodin en Russell Alan Mittermeier in 1976. Later werd de wetenschappelijke naam Macrochelodina parkeri gebruikt. De soortaanduiding parkeri is een eerbetoon aan de Australische pionier Frederick Stanley Parker (1817 - 1904). De soort is sterk verwant aan Chelodina rugosa.

## Uiterlijke kenmerken
De schildpad bereikt een maximale schildlengte tot bijna 27 centimeter, de mannetjes blijven echter kleiner tot ongeveer 15 cm. De kleur van het rugschild is bruin tot donkerbruin, exemplaren in het wild zijn echter vaak sterk begroeid met mossen en algen zodat ze goed gecamoufleerd zijn. Het buikschild heeft een iets langwerpige vorm en is geel van kleur en ongevlekt. De kop en poten zijn grijs tot donkerbruin van kleur aan de bovenzijde en roze-achtig tot wit aan de onderzijde. De kop is langwerpig, breed en sterk afgeplat. De nek is relatief dik en heeft een lengte van ongeveer driekwart van de schildlengte. Aan de bovenzijde van de nek zijn kleine puntige uitsteekseltjes aanwezig. Aan de keel zijn twee baarddraden gelegen. De huid aan de bovenzijde van de kop en de kaakranden dragen kleine witte vlekjes die een onregelmatige nettekening vormen. Deze patronen komen ook voor op de marginaalschilden. Hieraan is de schildpad van alle andere Australische slangenhalsschildpadden te onderscheiden.

## Levenswijze
Op het menu staan voornamelijk andere waterdieren die in het water worden buitgemaakt. Over de voortplanting is weinig bekend, uit waarnemingen van dieren in gevangenschap bleek dat vrouwtjes twee nesten produceren. Een nest kan acht tot elf eieren bevatten die na ongeveer drie maanden uitkomen bij een temperatuur van 27 tot 33 graden Celsius.

## Verspreiding en habitat
Chelodina parkeri is endemisch in Nieuw-Guinea. Het grootste deel van het areaal beslaat Papoea-Nieuw-Guinea en een kleiner deel is gelegen in Indonesië in Papoea. De habitat bestaat uit permanente wateren zoals meren, moerassen en rivieren. Soms wordt de schildpad in overstroomde gebieden aangetroffen. De soort heeft een voorkeur voor een dichte vegetatie in het water en modderige bodems. Het water kan in droge seizoenen geheel opdrogen waarbij de schildpad overzomert.

## Beschermingsstatus
Door de internationale natuurbeschermingsorganisatie IUCN is de beschermingsstatus 'gevoelig' toegewezen (Near Threatened of NT).